# Tri počela
Tri počela (izvirno nemško Zu den drei Kanonen, francosko Aux trois canons) je prva prava in popolna prostozidarska loža, ki je bila ustanovljena na Dunaju 17. septembra 1742.
Med člani lože so bili: Albreht Josip pl. Hoditz, Ivan Anton Albrecht (feldmaršal), Zahar grof Černičev (diplomat), Sigismund Gondola, Josip Kazimir Drašković,...
7. marca 1743 je med sestankom vdrlo v ložo okoli 100 grenadirjev, ki so izvršili racijo na ukaz Marije Terezije. 19. marca so zaprte prostozidarje odpustili in oprostili krivde.